# Jeremy Scahill
Jeremy Scahill (18 de octubre de 1974) es un periodista de investigación estadounidense.  Es el autor del superventas Blackwater: The Rise of the World's Most Powerful Mercenary Army, sobre el auge de la empresa militar privada más poderosa del mundo, con el que ganó el premio George Polk. Scahill es colaborador del programa Democracy Now! de la radio y la televisión estadounidense y corresponsal de seguridad nacional de la revista The Nation. Su libro más reciente es Dirty Wars. The World Is A Battlefield publicado en 2013. También es el productor y guionista del documental del mismo nombre, Dirty Wars, que fue estrenado en el Festival de Cine de Sundance de 2013.

## Biografía
Scahill creció en Milwaukee, Wisconsin, hijo de «activistas sociales», y se graduó en la Wauwatosa East High School en 1992. Asistió de manera intermitente a clases en la Universidad de Winsconsin y en institutos técnicos antes de decidir que su «tiempo estaría mejor empleado luchando por la justicia en este país». Después de abandonar la universidad, Scahill pasó varios años en la Costa Este trabajando en refugios para gente sin hogar. Empezó su carrera como un interno sin sueldo en Democracy Now!.
Scahill analiza así las raíces de su activismo: «Creo que todos tenemos que recordar algo que Dan Berrigan, el sacerdote católico radical, dijo sobre Dorothy Day, fundadora del Movimiento del Trabajador Católico. Dijo que ella vivía como si la verdad fuera cierta.» Y: «La victoria es relativa cuando se escucha a los poderosos. Pero tenemos una victoria entre nosotros, porque todo el mundo está de nuestro lado. Por eso digo que hacemos un llamamiento para poner fin a la pena de muerte en este país, y hacemos un llamamiento para poner fin a la pena de muerte colectiva que están sufriendo en el resto del mundo por este gobierno criminal.»
Scahill fue en 2000 productor de la serie de televisión de Michael Moore The Awful Truth para la Bravo network.

## Carrera

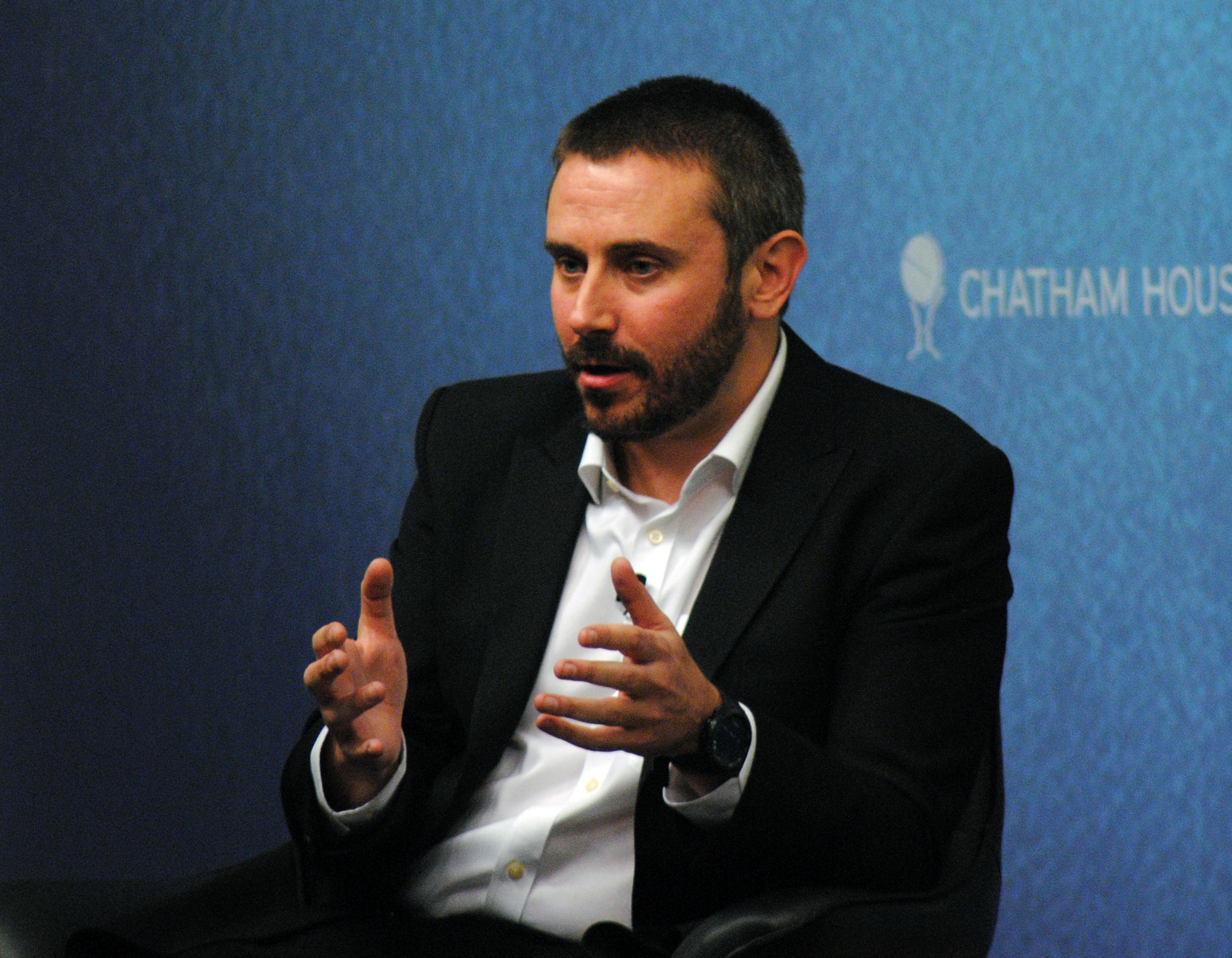
Jeremy Scahill, Chatham House, 2013

Jeremy Scahill inició su carrera como becario en Democracy Now! donde aprendió tanto los aspectos técnicos de la radio como los aspectos más prácticos del periodismo.
En 1997, Scahill se comprometió contra la política de Estados Unidos hacia Cuba, argumentando que la ley Helms-Burton "socava... la soberanía... e intenta reemplazar la ley internacional por la ley de Estados Unidos" y "crea un marco legal que autoriza el apoyo financiero y militar para la subversión armada de una nación soberana".
Scahill y su colega Amy Goodman recibieron conjuntamente en 1998 el premio George Polk por su documental "Drilling and Killing: Chevron and Nigeria's Oil Dictatorship" que investigaba el papel de la Chevron Corporation en el asesinato de dos ecologistas nigerianos. Scahill ha escrito ampliamente sobre temas relacionados con la seguridad nacional y el complejo militar-industrial. Sus aportaciones aparecen frecuentemente en Commondreams, Truthout, Huffington Post, Alternet y CounterPunch entre otras publicaciones.
Scahill informó de las consecuencias de la invasión de Irak; de la ex Yugoslavia, donde en 1999 cubrió el bombardeo de la OTAN; y de la situación de Nueva Orleans después del Katrina. Ha sido especialmente crítico del uso de contratistas privados militares, en especial Blackwater Worldwide, el tema de su libro Blackwater: The Rise of the World's Most Powerful Mercenary Army.
Scahill testificó dos veces ante el Congreso de Estados Unidos sobre el uso por parte del gobierno americano de fuerzas mercenarias.
En octubre de 2013 Scahill se unió a los periodistas Glenn Greenwald y Laura Poitras para crear un nuevo medio de investigación en línea financiado por el fundador de eBay, Pierre Omidyar. La idea para el nuevo medio de comunicación proviene de "la preocupación de Omidyar por la libertad de prensa en los EE. UU. y alrededor del mundo". The Intercept, una publicación de First Look Media, se puso en marcha el 10 de febrero de 2014. El objetivo a corto plazo de la revista digital es informar sobre los documentos divulgados por Edward Snowden relativos a la NSA. De acuerdo con los editores Greenwald, Poitras y Scahill, su "misión a largo plazo es producir un periodismo valiente, de confrontación a través de una amplia gama de temas: abuso, corrupción financiera o política, o violación de las libertades civiles".

## Obras

### Blackwater
El primer libro de Scahill, Blackwater: El auge del ejército mercenario más poderoso del mundo, meticulosamente revisado y actualizado para incluir la masacre de Nisour Square, fue publicado en edición de bolsillo en 2008. El libro estuvo en la lista de superventas del New York Times.
Blackwater es la historia no autorizada del auge épico de la fuerza más poderosa y secreta  que surgió del complejo militar-industrial estadounidense, aclamada por la administración Bush como una revolución en el mundo militar, pero considerada por otros como una amenaza a la democracia estadounidense. Joseph C. Wilson, exembajador estadounidense en Irak afirma: «Las revelaciones de Jeremy Scahill sobre la empresa de mercenarios Blackwater demuestran rotundamente los graves peligros de la subcontratación del monopolio del uso de la fuerza.»
Scahill informó también desde Nueva Orleáns en los días posteriores al huracán Katrina, sus revelaciones sobre la presencia de mercenarios de Blackwater en Nueva Orleáns provocaron una investigación del Congreso y una investigación interna del Departamento de Seguridad Nacional.

### Dirty Wars (película)
Scahill es uno de los productores y guionistas de la película Dirty Wars: The World Is a Battlefield (Guerras sucias: el mundo es una campo de batalla). Dirty Wars acompaña a Scahill al corazón de las guerras encubiertas de Estados Unidos, desde Afganistán hasta Yemen, Somalia y otros lugares. Según el sitio web de The Nation Institute:
Lo que empieza como una investigación sobre una incursión nocturna estadounidense desastrosa en un remoto rincón de Afganistán se transforma rápidamente en una investigación global de alto riesgo en una de las unidades militares más secretas y poderosas en la historia de América... Mientras Scahill profundiza en las actividades del Mando Conjunto de Operaciones Especiales (JSOC), se ve obligado a hacer frente a las dolorosas verdades sobre las consecuencias de una guerra sin fin que se extiende a través de las administraciones republicanas y demócratas.
El documental se estrenó en el Festival de Cine de Sundance de 2013. El director Richard Rowley ganó el Premio a la Mejor Fotografía de Documental.
En diciembre de 2013, la Academia de las Artes y las Ciencias eligió la película para ser incluida en su lista para la categoría de Mejor Documental.

### Dirty Wars (libro)
El libro Dirty Wars The World Is A Battlefield fue publicado por Nation Books el 23 de abril de 2013.  El libro está basado en los informes que Scahill escribió durante años sobre las operaciones secretas estadounidenses en Yemen, Somalia y Afganistán.
La premisa principal del libro es la continuación por parte de Obama de la doctrina de Bush de que "el mundo es un campo de batalla". Una doctrina que descansa en el uso por el Mando Conjunto de Operaciones Especiales (JSOC) de misiles y aviones no tribulados para realizar la mayor parte de las operaciones encubiertas y asesinatos selectivos de sospechosos de terrorismo. Scahill, además, cubre temas tales como el asesinato de ciudadanos estadounidenses como Anwar al-Awlaki y su hijo de dieciséis años de edad, Abdulrahman Anwar al-Awlaki, y la falta de rendición de cuentas por las fuerzas especiales de Estados Unidos, en casos como la masacre de Gardez, donde las fuerzas especiales estadounidenses mataron a dos hombres y tres mujeres, incluido el comandante proestadounidense de la policía local, y supuestamente sustrajeron posteriormente las balas de los cuerpos para eliminar cualquier evidencia de la participación de los EE. UU.

### The Assassination Complex: Inside the Government's Secret Drone Warfare Program
En 2016, Jeremy Scahill publicó The Assassination Complex: Inside the Government’s secret drone warfare program.  El libro trata sobre el programa de asesinatos mediante drones a escala global. Basado en artículos publicados durante el año anterior por The Intercept, el libro cuestiona la versión del gobierno estadounidense sobre la precisión de los ataques con drones. Parte del libro analiza un programa denominado Operación Golpe Directo en el noreste de Afganistán. Durante un período de cinco meses, casi el 90 por ciento de las personas asesinadas en ataques aéreos no eran las que buscaban.

## Premios y distinciones
Premios Óscar
| Año  | Categoría              | Película   | Resultado |
| ---- | ---------------------- | ---------- | --------- |
| 2014 | Mejor documental largo | Dirty Wars | Nominado  |